# 我不想忘記你
『我不想忘記你』（英題：I Don't Want to Forget You）は、台湾の歌手、郭静（クレア・クオ）のオリジナルアルバムである。2007年6月9日に台湾の福茂レコードより発売された。

## 解説
郭静のファースト・アルバム。韓国ドラマ『フルハウス（韓国語題：풀하우스／中国語題：浪漫滿屋）』でエンディング曲として使用された「仨人」や、台湾ドラマ『屋頂上的緑宝石』で使用された「一個人彈琴」「時光」などが収録されている。

## 収録曲
1. "我不想忘記你"
2. "仨人"（張韶涵、范瑋琪との合唱）
3. "想個不停"
4. "離開"
5. "一個人彈琴"
6. "麻雀"
7. "你的香氣"
8. "拉警報"
9. "時光"
10. "有生之年"

## MV
1. 我不想忘記你 MV
2. 仨人 MV（張韶涵、范瑋琪との合唱）
3. 想個不停 MV
4. 麻雀 MV
5. 你的香氣 MV